# Diplogrammus goramensis
Diplogrammus goramensis är en fiskart som först beskrevs av Bleeker, 1858.  Diplogrammus goramensis ingår i släktet Diplogrammus och familjen sjökocksfiskar. Inga underarter finns listade i Catalogue of Life.